# レイトン・ベインズ
レイトン・ジョン・ベインズ（Leighton John Baines、1984年12月11日 - ）は、イングランド・マージーサイド州カークビー出身の元サッカー選手。サッカー指導者。元イングランド代表。ポジションはDF。

## 経歴

### クラブ
2002年10月、ウィガン・アスレティックFCでトップチームデビュー。2004-05シーズンのイプスウィッチ・タウン戦においては、約27メートル付近からシュートを放ちプロ初ゴールをマークした。その後スティーブ・マクミランからスタメンの座を奪った。マンチェスター・ユナイテッドFC、アーセナルFC、エヴァートンFCを含むプレミアの複数のクラブから注目を集めた。また、同シーズンにはU-21イングランド代表に初選出されている。
プレミア昇格1年目の2005-06シーズンは、リーグ戦38試合中37試合に出場し1部残留に貢献。2006-07シーズンではチームキャプテンも務めた。2006年開催のUEFA U-21欧州選手権では、レギュラーとして全試合に出場した。
2007年8月エヴァートンFCに完全移籍した。移籍1年目の2007-08シーズン、スタメン定着を目指していたがシーズン序盤に負傷し戦線離脱。ジョリオン・レスコットがレギュラーを獲得しベインズは控え選手としての日々を過ごした。
2008-09シーズンは、プレシーズン期間に負傷したスティーヴン・ピーナールの代わりに左サイドハーフとして開幕スタメン出場を果たしたが、ピーナールが怪我から復帰すると2007-08シーズン同様出場機会が減少。しかし、12月22日のチェルシーFC戦でジョセフ・ヨボが負傷し戦列を離れると左サイドバックとしてプレーする機会を得た。以降は全試合スタメン出場。3月21日のポーツマス戦ではFKを決め、エヴァートン加入後初ゴールをマークした。
2013-14シーズンも左サイドバックの不動の地位を得て、マンチェスター・ユナイテッドFCが関心を持っていたが契約を更新した。
2018-19シーズンにリュカ・ディニュが加入するとポジションを明け渡し、シーズン6試合の出場に留まる。同シーズンは契約最終年だったが、6月19日に契約を1年間延長した。
2019-20シーズン、7月26日、リーグ最終節のボーンマス戦に70分から途中出場し、これが現役最後のプレーとなった。2020年7月28日、引退を発表した。エヴァートンでは420試合に出場、39ゴール52アシストを記録、チームの顔とも言える存在であった。

### 代表
2008-09シーズンの活躍がイングランド代表ファビオ・カペッロ監督の目に留まり、3月28日の親善試合スロバキア戦、4月1日のW杯欧州予選ウクライナ戦の招集メンバーに初選出された。初招集からおよそ1年となった2010年3月3日の親善試合・エジプト戦で初出場を記録した。2012年9月7日の2014 FIFAワールドカップ・ヨーロッパ予選のモルドバ戦で代表初得点を挙げた。2014 FIFAワールドカップに臨むメンバー23人に選出された。

## 個人成績

### クラブ
| クラブ                   | シーズン | リーグ             | リーグ | リーグ | カップ | カップ | リーグカップ | リーグカップ | その他 | その他 | 通算 | 通算 |
| クラブ                   | シーズン | ディビジョン       | 出場   | 得点   | 出場   | 得点   | 出場         | 得点         | 出場   | 得点   | 出場 | 得点 |
| ------------------------ | -------- | ------------------ | ------ | ------ | ------ | ------ | ------------ | ------------ | ------ | ------ | ---- | ---- |
| ウィガン・アスレティック | 2001-02  | ディヴィジョン2    | 0      | 0      | 0      | 0      | 0            | 0            | 0      | 0      | 0    | 0    |
| ウィガン・アスレティック | 2002-03  | ディヴィジョン2    | 6      | 0      | 2      | 0      | 2            | 0            | 2      | 0      | 12   | 0    |
| ウィガン・アスレティック | 2003-04  | ディヴィジョン1    | 26     | 0      | 1      | 0      | 1            | 0            | —      | —      | 28   | 0    |
| ウィガン・アスレティック | 2004-05  | チャンピオンシップ | 41     | 1      | 0      | 0      | 1            | 0            | —      | —      | 42   | 1    |
| ウィガン・アスレティック | 2005-06  | プレミアリーグ     | 37     | 0      | 2      | 0      | 4            | 0            | —      | —      | 43   | 0    |
| ウィガン・アスレティック | 2006-07  | プレミアリーグ     | 35     | 3      | 1      | 0      | 1            | 0            | —      | —      | 37   | 3    |
| ウィガン・アスレティック | 通算     | 通算               | 145    | 4      | 6      | 0      | 9            | 0            | 2      | 0      | 162  | 4    |
| エヴァートン             | 2007-08  | プレミアリーグ     | 22     | 0      | 1      | 0      | 1            | 0            | 5      | 0      | 29   | 0    |
| エヴァートン             | 2008-09  | プレミアリーグ     | 31     | 1      | 7      | 0      | 0            | 0            | 1      | 0      | 39   | 1    |
| エヴァートン             | 2009-10  | プレミアリーグ     | 37     | 1      | 2      | 1      | 1            | 0            | 8      | 0      | 48   | 2    |
| エヴァートン             | 2010-11  | プレミアリーグ     | 38     | 5      | 4      | 2      | 2            | 0            | —      | —      | 44   | 7    |
| エヴァートン             | 2011-12  | プレミアリーグ     | 33     | 4      | 6      | 1      | 3            | 0            | —      | —      | 42   | 5    |
| エヴァートン             | 2012-13  | プレミアリーグ     | 38     | 5      | 5      | 2      | 1            | 0            | —      | —      | 44   | 7    |
| エヴァートン             | 2013-14  | プレミアリーグ     | 32     | 5      | 3      | 1      | 0            | 0            | —      | —      | 35   | 6    |
| エヴァートン             | 2014-15  | プレミアリーグ     | 31     | 2      | 1      | 0      | 0            | 0            | 5      | 1      | 37   | 3    |
| エヴァートン             | 2015-16  | プレミアリーグ     | 18     | 2      | 2      | 0      | 3            | 0            | —      | —      | 23   | 2    |
| エヴァートン             | 2016-17  | プレミアリーグ     | 32     | 2      | 1      | 0      | 0            | 0            | —      | —      | 33   | 2    |
| エヴァートン             | 2017-18  | プレミアリーグ     | 22     | 2      | 0      | 0      | 1            | 0            | 6      | 1      | 29   | 3    |
| エヴァートン             | 2018-19  | プレミアリーグ     | 6      | 0      | 1      | 0      | 1            | 0            | —      | —      | 8    | 0    |
| エヴァートン             | 2019-20  | プレミアリーグ     | 8      | 0      | 0      | 0      | 1            | 1            | —      | —      | 9    | 1    |
| エヴァートン             | 通算     | 通算               | 348    | 29     | 33     | 7      | 14           | 1            | 25     | 2      | 420  | 39   |
| 総通算                   | 総通算   | 総通算             | 493    | 33     | 39     | 7      | 23           | 1            | 27     | 2      | 582  | 43   |

## 代表歴

### 出場大会
- イングランド代表
  - 2014 FIFAワールドカップ

### 試合数
- 国際Aマッチ 30試合 1得点（2010年-2015年）[24]

| イングランド代表 | 国際Aマッチ | 国際Aマッチ |
| 年               | 出場        | 得点        |
| ---------------- | ----------- | ----------- |
| 2010             | 2           | 0           |
| 2011             | 4           | 0           |
| 2012             | 7           | 1           |
| 2013             | 9           | 0           |
| 2014             | 7           | 0           |
| 2015             | 1           | 0           |
| 通算             | 30          | 1           |

### 得点
| 得点 | 日時         | 場所                               | キャップ | 相手     | スコア | 結果 | 大会                                             |
| ---- | ------------ | ---------------------------------- | -------- | -------- | ------ | ---- | ------------------------------------------------ |
| 1.   | 2012年9月7日 | キシナウ、スタディオヌル・ジンブル | 10       | モルドバ | 5-0    | 5-0  | 2014 FIFAワールドカップ・ヨーロッパ予選グループH |

## 獲得タイトル
クラブ
ウィガン・アスレティックFC
- フットボールリーグ2 2002-03

個人
- PFA年間ベストイレブン 2011-12, 2012-13